# Buka
La isla de Buka pertenece a Papúa Nueva Guinea, aunque geográficamente se localiza en el archipiélago de las islas Salomón. Es la segunda de mayor extensión de la provincia de Bougainville.
La isla había formado parte de las Islas Salomón del Norte, de dominio alemán hasta la Primera Guerra Mundial, cuando pasó a ser administrada por Australia. Fue ocupada por Japón en 1942, y pese a desarrollarse batallas navales en su proximidad, y ser frecuentemente atacada desde el aire, no fue invadida por tropas aliadas, y la guarnición japonesa se rindió tras el fin de la Segunda Guerra Mundial.